# Adri Verburg
Adri Verburg (Den Haag, 26 augustus 1941 – Vlissingen, 1 juli 2023) was een Nederlandse fotograaf en antiquaar, die vanaf 1979 tot aan zijn dood woonachtig was te Middelburg (Zeeland). 

## Biografie
Al jong als creatief fotograaf begonnen, werd Verburg in 1958 – nog als tiener – toegelaten tot de Nederlandse Fotografen Kunstkring (NFK). Na onder meer in Den Haag en Amsterdam geëxposeerd te hebben, vertegenwoordigde hij, samen met de fotografen Johan van der Keuken en Sanne Sannes de Nederlandse inzending op de 3e Biennale Internazionale della Fotografia in Milaan. In 1964 verhuisde hij naar Parijs waar hij werkzaam was in de hoogwaardige kleurenfotografie bestemd voor reclamedoeleinden. Met het Dye-transfer procedé (een soort Photoshop ‘avant la lettre’, waarmee kleurafdrukken gemanipuleerd konden worden) behaalde hij in korte tijd veel succes. Voor de autofabrikant Citroën kon bijvoorbeeld, uitgaande van de opname van één en dezelfde auto, een afdruk worden gemaakt in ieder denkbare kleur waarin de auto geleverd kon worden. In de tijd van de ‘natte fotografie’ was dat technisch best een opgave. Verburgs bedrijf Colortrans Pariswas toen het eerste laboratorium in Frankrijk dat deze Dye-Transfer kleurenafdrukken maakte. 
In deze tijd verdiepte Verburg zich ook in de technieken van de allereerste fotografen van de negentiende eeuw. Vervolgens adviseerde hij het Musée des arts et métiers en de Bibliothèque nationale de France bij enkele fotorestauratieprojecten.
Na het teruglopen van de reclameopdrachten in 1974, als gevolg van de toen losgebarsten oliecrises, volgde Verburg zijn brede belangstelling en begon hij – eerst in Parijs, en vanaf 1979 in Middelburg – een antiquariaat, gespecialiseerd in fotografie, kunst en de natuurwetenschappen. Als antiquaar met veel Franse en Belgische contacten, heeft hij in die jaren veel bijgedragen tot de opbouw van de vroege foto-collectie van het Rijksmuseum in Amsterdam.
Zijn specialistische kennis leidde in 1989 ook tot de tentoonstelling ‘De andere fotografie’, die in 1989 in het Zeeuws Museum te Middelburg is gehouden, en die georganiseerd werd in samenwerking met de Belgische collectioneur Steven F. Joseph. Dit was de eerste expositie in Nederland over de geschiedenis van de vroege fotomechanische reproductietechnieken. Verburgs fascinatie voor de vroege fotografie heeft ook zijn studie opgeleverd over de eerste fotografen in Middelburg, gepubliceerd in 1994 samen met Josephine van Bennekom.
Datzelfde jaar was Verburg met een eigen degelpers voor reliëfdruk ook actief in de stichting ‘Drukwerk in de Marge’. Als zodanig is hij met een dertigtal andere reliëfdrukkers geboekstaafd in de uitgave Pastei en hoerenjong, een jubileumuitgave van deze stichting.
Dit was ook de tijd waarin Verburg, na de teloorgang van de ‘natte’ fotografie, een nieuwe carrière opbouwde in de digitale ‘false colour’ fotografie. Daarmee kon hij o.a. de ondertekening van oude schilderijen blootleggen. Het was toen echt pionierswerk. Bij het RKD in Den Haag zijn een groot aantal verslagen van zijn onderzoekingen van doeken van oude meesters met behulp van infraroodreflectografie bewaard gebleven. Ook onderzocht hij in het – toen nog – Gemeentemuseum van Den Haag de destijds net aangekochte Victory Boogie Woogie van Piet Mondriaan. Voor het Rubenianum en het Koninklijk Museum voor Schone Kunsten, beiden in Antwerpen,zijn talrijke werken van Peter Paul Rubens en detail gefotografeerd, in het röntgenspectrum doorgelicht en met infrarood reflectografie in beeld gebracht.
In de jaren 2010 is Verburg ook weer eigen werk gaan maken. Geïnspireerd door de stillevens van de zeventiende eeuw, maakte Verburg hoge resolutiefoto’s van eigen composities met o.a. schelpen en andere antieke objecten, waarmee hij – naar eigen zeggen – “zijn fotografische, historische en esthetische belangstelling mooi wist te combineren”. Exposities van dit werk zijn in Lille, Rotterdam en het Stadhuismuseum Zierikzee gehouden.

## Collecties
Werk van Verburg bevindt zich in de collecties van het Stedelijk Museum te Amsterdam, het prentenkabinet van de Universiteit van Leiden en in het Stadhuismuseum Zierikzee.

## Diversen
De fotografe Alexandra Verburg (1969-2011) was zijn dochter, geboren uit zijn huwelijk met de boekbindster Corinne Offerman (Batavia, 20 september 1938 - Middelburg, 15 december 2023). Alexandra is onder meer bekend van haar portretten van bekende striptekenaars, welke foto's door hen met eigen tekeningen zijn aangevuld.